# 布布勒河
46°17′02″N 03°16′28″E / 46.28389°N 3.27444°E
布布勒河（法語：Bouble，法語發音：[bubl]）是法國的河流，位於該國中南部，屬於錫烏勒河的左支流，河道全長65公里，流域面積555平方公里，平均流量每秒3.97立方米，發源自古蒂耶尔，河口處在锡乌勒河畔圣普尔桑和巴耶之間。

## 外部連結
- http://www.geoportail.fr （页面存档备份，存于）
- Sandre数据库中的布布勒河